# 小島信夫文学賞
小島信夫文学賞（こじまのぶおぶんがくしょう）は、岐阜市出身の芥川賞作家・小島信夫にちなんで隔年で開催する日本の文学賞。

## 概要
岐阜市出身の芥川賞作家・小島信夫の文学活動を顕彰して、新しい文学の誕生を期し、1999年に創設された。岐阜から発信し、広く全国に作品を公募し、新人作家の発掘を目指すことを目的としている。小島信夫文学賞の会が主催し、岐阜県、岐阜市、各務原市、作品社、水声社、鳥影社が後援している。全国から未発表の小説作品を公募し、選考委員会による選考を経て、授賞式を開催している。400字詰め原稿用紙100枚以上400枚以内の小説作品が募集され、ジャンルが問われない。応募資格は、問われない。小島信夫文学賞受賞者には、記念品と賞金100万円が、岐阜県知事賞受賞者には、記念品と賞金10万円が贈られる。第9回受賞の岩井圭吾は、第9回野性時代フロンティア文学賞を受賞している。

## 受賞作一覧
年は発表年。
| 回（年）           | 応募総数                   | 賞                | 受賞者     | 受賞作                            | 刊行・収録                            |            |
| ------------------ | -------------------------- | ----------------- | ---------- | --------------------------------- | ------------------------------------- | ---------- |
| 第1回（2000年度）  | 162編                      | 受賞              | 橋本勝三郎 | 『弓子の川』                      | 1999年4月 小沢書店                    |            |
| 第1回（2000年度）  | 162編                      | 奨励賞            | 平井杏子   | 「帰巣（きそう）」                |                                       |            |
| 第1回（2000年度）  | 162編                      | 岐阜県知事 特別賞 | 各務信     | 「板垣生きて自由は死せり」        |                                       |            |
| 第1回（2000年度）  | 162編                      | 候補              | 内海貞介   | 「棄兵」                          |                                       |            |
| 第1回（2000年度）  | 162編                      | 候補              | 庄司肇     | 「幻の街」                        | 2003年6月 作品社                      |            |
| 第1回（2000年度）  | 162編                      | 岐阜県内 奨励賞   | 白瀧まゆみ | 「素敵な誤算」                    |                                       |            |
| 第2回（2002年度）  | 196編                      | 受賞              | 印内美和子 | 「少女小景」                      | 2002年10月 作品社                     |            |
| 第2回（2002年度）  | 196編                      | 受賞              | 吉住侑子   | 「戯れの秋」                      | 2001年8月 作品社                      |            |
| 第2回（2002年度）  | 196編                      | 岐阜県 知事賞     | 高井泉     | 「先手れエピメテウス」            | 2002年2月 文芸社                      |            |
| 第3回（2004年度）  | 198編                      | 受賞              | 松田悠八   | 「長良川 スタンドバイミー・1950」 | 2004年11月 作品社                     |            |
| 第3回（2004年度）  | 198編                      | 受賞              | 山本孝夫   | 「儀式の域」                      | 2010年4月 文芸社                      |            |
| 第3回（2004年度）  | 198編                      | 奨励賞            | 井出彰     | 「精進ヶ池へ」                    | 2006年10月 河出書房新社               |            |
| 第3回（2004年度）  | 198編                      | 奨励賞            | 萬敦子     | 『ブレーク』                      | 2003年10月 講談社出版サービスセンター |            |
| 第3回（2004年度）  | 198編                      | 候補              | 藤村昌代   | 『チョコレート色のほおずき』      | 2003年9月 作品社                      |            |
| 第3回（2004年度）  | 198編                      | 候補              | 鷲尾修平   | 「夏の川」                        |                                       |            |
| 第3回（2004年度）  | 198編                      | 岐阜県 知事賞     | 山田賢二   | 「熊坂長庵が往く」                |                                       |            |
| 第4回（2006年度）  | 206編                      | 受賞              | 服部洋介   | 「地の熱」                        |                                       |            |
| 第4回（2006年度）  | 206編                      | 特別賞            | 間瀬昇     | 『友垣寂び』                      | 2005年4月 作品社                      |            |
| 第4回（2006年度）  | 206編                      | 候補              | 井出彰     | 「姥ヶ懐」                        | 2006年10月 河出書房新社               |            |
| 第4回（2006年度）  | 206編                      | 候補              | 下田ひとみ | 『うりずんの風』                  | 2005年11月 作品社                     |            |
| 第4回（2006年度）  | 206編                      | 候補              | 夏当紀子   | 「ミラー」                        |                                       |            |
| 第4回（2006年度）  | 206編                      | 岐阜県 知事賞     | 舟田愛子   | 「夢の坂」                        |                                       |            |
| 第5回（2008年度）  | 197編                      | 受賞              | 村山りおん | 『石の花冠』                      | 2007年10月 作品社                     |            |
| 第5回（2008年度）  | 197編                      | 候補              | 青木笙子   | 「『沖みどり』をさがす旅」        |                                       |            |
| 第5回（2008年度）  | 197編                      | 候補              | 中野睦夫   | 「山の女」                        |                                       |            |
| 第5回（2008年度）  | 197編                      | 候補              | 朱雀遙     | 「家愁」                          |                                       |            |
| 第5回（2008年度）  | 197編                      | 【岐阜県知事賞】  |            |                                   |                                       |            |
| 第5回（2008年度）  | 197編                      | 岐阜県 知事賞     | 間宮弘子   | 『瀬音の彼方へ』                  | 2007年2月 新風舎                      |            |
| 第5回（2008年度）  | 197編                      | 岐阜県 知事賞     | 前田昭彦   | 「いちでらんらん」                |                                       |            |
| 第5回（2008年度）  | 197編                      | 候補              | 吉村登     | 「原発ジンプー遺聞」              |                                       |            |
| 第5回（2008年度）  | 197編                      | 候補              | イトカ     | 『秒針』                          | 2006年12月 日本文学館                 |            |
| 第6回（2010年度）  | 109編                      | 受賞              | 千田佳代   | 『猫ヲ祭ル』                      | 2009年11月 作品社                     |            |
| 第6回（2010年度）  | 109編                      | 受賞              | 芳川泰久   | 『歓待』                          | 2009年5月 水声社                      |            |
| 第6回（2010年度）  | 109編                      | 候補              | 浅羽一     | 「蝉の声」                        |                                       |            |
| 第6回（2010年度）  | 109編                      | 候補              | 宇佐美宏子 | 「裸身」                          | 2010年7月 鳥影社                      |            |
| 第6回（2010年度）  | 109編                      | 候補              | 中野睦夫   | 「不壊の館」                      |                                       |            |
| 第6回（2010年度）  | 109編                      | 岐阜県 知事賞     | 山本健一   | 「擬卵」                          |                                       |            |
| 第7回（2012年度）  | 57編                       | 受賞              | 小島正樹   | 「野犬飼育法 彼またはKの場合」    | 2012年12月 鳥影社                     |            |
| 第7回（2012年度）  | 57編                       | 受賞              | 鶴陽子     | 『月の記憶』                      | 2011年6月 菁柿堂                      |            |
| 第7回（2012年度）  | 57編                       | 特別賞            | 青木笙子   | 『沈黙の川 本田延三郎点綴』       | 2011年10月 河出書房新社               |            |
| 第7回（2012年度）  | 57編                       | 特別賞            | 小川恵     | 「銀色の月」                      | 2012年6月 岩波書店                    |            |
| 第7回（2012年度）  | 57編                       | 候補              | 小川悦子   | 『ほどけばもとの』                | 2011年3月 作品社                      |            |
| 第7回（2012年度）  | 57編                       | 候補              | 川野英明   | 「湖の骨」                        |                                       |            |
| 第7回（2012年度）  | 57編                       | 岐阜県 知事賞     | 吉村登     | 「ぽん ぽわぁん」                 |                                       |            |
| 第8回（2014年度）  | 34編                       | 本賞              | 該当作なし | 該当作なし                        | 該当作なし                            | 該当作なし |
| 第8回（2014年度）  | 34編                       | 佳作              | 塚越淑行   | 「緑の国の沙耶」                  |                                       |            |
| 第8回（2014年度）  | 34編                       | 候補              | 飯田章     | 『あしたの熱に身もほそり』        | 2012年1月 鳥影社                      |            |
| 第8回（2014年度）  | 34編                       | 候補              | 高井泉     | 『サチュロス王 狼む』             | 2013年1月 風媒社                      |            |
| 第8回（2014年度）  | 34編                       | 候補              | 西澤しのぶ | 「青空」                          |                                       |            |
| 第8回（2014年度）  | 34編                       | 候補              | 原さつき   | 「マイ・ウィル」                  |                                       |            |
| 第8回（2014年度）  | 34編                       | 候補              | 丸山修身   | 『どぶろく天井』                  | 2012年8月 鳥影社                      |            |
| 第8回（2014年度）  | 34編                       | 岐阜県 知事賞     | 土岐智恵美 | 「病み産む女（ひと）」            |                                       |            |
| 第8回（2014年度）  | 【岐阜市長賞（短編部門）】 |                   |            |                                   |                                       |            |
| 第8回（2014年度）  | 36編                       | 岐阜市長賞        | 小川悦子   | 「伊左衛門の狐」                  | 2012年5月 作品社                      |            |
| 第8回（2014年度）  | 36編                       | 候補              | 白根旭     | 「おばあさんの店」                |                                       |            |
| 第8回（2014年度）  | 36編                       | 候補              | 古岡孝信   | 「三十三回忌」                    |                                       |            |
| 第8回（2014年度）  | 36編                       | 候補              | 堀田明日香 | 「ハザードランプ」                |                                       |            |
| 第8回（2014年度）  | 36編                       | 候補              | 三宅麗子   | 「瑠璃色の空」                    | 2013年1月 中央公論事業出版制作        |            |
| 第9回（2017年度）  | 66編                       | 受賞              | 岩井圭吾   | 「裂果」                          | 2017年10月 鳥影社                     |            |
| 第9回（2017年度）  | 66編                       | 候補              | 大西功     | 「広い天」                        |                                       |            |
| 第9回（2017年度）  | 66編                       | 候補              | 村瀬巷宇   | 「シェアハウス」                  |                                       |            |
| 第9回（2017年度）  | 66編                       | 候補              | 木戸岳彦   | 「Xからの手紙」                   |                                       |            |
| 第9回（2017年度）  | 66編                       | 候補              | 長谷川和正 | 「air」                           |                                       |            |
| 第9回（2017年度）  | 66編                       | 岐阜県 知事賞     | 山吹涼     | 「スカイツリーのある風景」        |                                       |            |
| 第10回（2019年度） | 58編                       | 受賞              | 桑垣孝平   | 「Doomed Kids」                   |                                       |            |
| 第10回（2019年度） | 58編                       | 岐阜県 知事賞     | 吉村登     | 「海月と坐る」                    |                                       |            |
| 第11回（2021年度） | 59編                       | 受賞              | 山村昌大   | 「あなたがいる場所」              |                                       |            |
| 第11回（2021年度） | 59編                       | 岐阜県 知事賞     | 鈴木友範   | 「コボリ」                        |                                       |            |